# بلو گاردنیا
بلو گاردنیا (انگلیسی: The Blue Gardenia) یک فیلم نوآر در سبک جنایی به کارگردانی فریتس لانگ است که در سال ۱۹۵۳ منتشر شد.
عنوان «بلو گاردنیا» در واقع نام یک رستوران چینی است که شخصیت‌های اصلی فیلم در آن قرار می‌گذارند و برخی وقایع فیلم در آن رخ می‌دهد و چون نام خاص است، نباید ترجمه شود. همچنین «بلو گاردنیا» نام یک موسیقی جاز هم هست که در این رستوران نواخته شده و نت کینگ کول آن را می‌خواند.
پیتر بوگدانوویچ، فیلم‌نامه‌نویس و کارگردان آمریکایی، این فیلم را «تصویری کینه‌توزانه از زندگی آمریکایی» توصیف کرد.

## بازیگران
- آن بکستر
- ریچارد کونته
- آن سوترن
- ریموند بر
- جف دانل
- جرج ریوز
- نت کینگ کول
- ریچارد اردمن
- دولورس فولر
- هیو سندرز
- رابرت شین
- سیسیلیا لاوسکی